# Berghin
Berghin (deutsch Blutroth, ungarisch Berve) ist eine rumänische Gemeinde im Kreis Alba in der Region Siebenbürgen.

## Lage

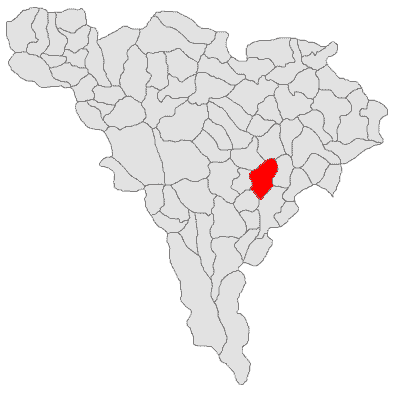
Lage der Gemeinde Berghin im Kreis Alba

Berghin liegt im Zekesch-Hochland (Podișul Secașelor) im Südwesten des Siebenbürgischen Beckens, in einer hügligen Landschaft, durchquert vom Bach Gârbău, einem Zufluss des Secaș (Zekesch). Die Kreishauptstadt Alba Iulia befindet sich 13 km westlich (Luftlinie).

## Geschichte
Auf dem Territorium der Gemeinde gibt es zahlreiche archäologische Fundstätten. Eine Fundstätte von 1961 – ein Gräberfeld etwa 2,5 Kilometer nordöstlich des eingemeindeten Dorfes Ghirbom – zeugt von einer Besiedlung von der frühen Jungsteinzeit bis zum Mittelalter. Zwischen 1978 und 1987 wurden Reste von Behausungen und Werkzeuge aus geschliffenem Stein gefunden.
Berghin wurde 1332 erstmals unter der Bezeichnung „villa Bervini“ in päpstlichen Steuerlisten erwähnt.  1348 geht aus einer Urkunde hervor, dass der Ort zum Besitz des Bistums Weißenburg gehörte. Die nächsten schriftlichen Hinweise auf den Ort („Berven“) stammen erst wieder von 1554. Bereits damals hatte er einen siebenbürgendeutschen Pfarrer; der deutsche Ortsname „Blutroth“ ist allerdings erst 1678 bezeugt. Zu dieser Zeit war das Dorf nicht mehr in kirchlichem, sondern in adligem Besitz. Es lag nicht auf Königsboden; die Bewohner waren Hörige. 1784 kam es zu Erhebungen siebenbürgisch-sächsischer und walachischer Höriger. Im Februar 1849 wurde das Dorf von ungarischen Revolutionstruppen des Generals Józef Bem besetzt.
Wie überall in Siebenbürgen verließen vor und vor allem nach der Revolution 1989 nahezu alle Siebenbürger Sachsen den Ort, um nach Deutschland auszuwandern.

## Bevölkerung
Die Bevölkerung der Gesamtgemeinde entwickelte sich wie folgt:
| 1850 | 3.817 | 3.029 | 31 | 581 | 176 |
| 1900 | 4.995 | 4.066 | 53 | 800 | 76  |
| 1930 | 5.583 | 4.422 | 6  | 991 | 164 |
| 1966 | 3.845 | 3.324 | 3  | 518 | -   |
| 1992 | 2.260 | 2.094 | 3  | 148 | 15  |
| 2002 | 2.169 | 2.035 | 14 | 34  | 86  |
| 2021 | 1.672 | 1.477 | 7  | 4   | 184 |

Während in den eingemeindeten Dörfern Ghirbom (Birnbaum), Straja (Hohenwarthe) und Henig (Henningsdorf) seit den Volkszählungen 1850 nahezu ausschließlich Rumänen wohnen, lebten im Dorf Berghin selbst bis etwa in die 1970er Jahre etwa zu gleichen Teilen Siebenbürger Sachsen und Rumänen, bevor seit der Massenauswanderung der Siebenbürger Sachsen auch hier fast durchweg Rumänen und Roma leben. 2002 betrug die Einwohnerzahl des Dorfes Berghin 743. Alle Dörfer der Gemeinde haben seit dem Zweiten Weltkrieg einen drastischen Bevölkerungsrückgang zu verzeichnen, der zwischen 60 und 70 % beträgt.

## Sehenswürdigkeiten
- Die Holzkirche Sf. Petru, 1707 in Berghin errichtet, steht unter Denkmalschutz.[7]
- Die Holzkirche Sf. Nicolae, 1688 im eingemeindeten Ort Ghirbom errichtet und im 19. Jahrhundert erneuert, steht unter Denkmalschutz.[7]